# Cheilanthes micropteris
Cheilanthes micropteris là một loài thực vật có mạch trong họ Adiantaceae. Loài này được Sw. miêu tả khoa học đầu tiên năm 1806.